# Cape Coast
Cape Coast (Cabo Corso, Oguaa) grad je u Gani, glavni grad regije Central. Nalazi se na obali Gvinejskog zaljeva, 130 km jugozapadno od Accre i 60 km istočno od Sekondi-Takoradija.
Grad ima zanimljivu prošlost, u kojoj je od 16. stoljeća bio naizmjenice pod upravom Britanaca, Portugalaca, Šveđana, Danaca te Nizozemaca. Šveđani su 1653. podigli utvrdu Cape Coast (Cape Coast Castle) koja je danas, zajedno s ostalim ganskim utvrdama iz kolonijalnog razdoblja, na listi UNESCO-ove Svjetske baštine. Od 1821. do 1877. grad je bio prijestolnica britanske Zlatne obale. Sve do polovice 19. stoljeća Cape Coast je bio važna luka u atlantskoj trgovini robljem. Danas je sjedište University of Cape Coast, jednog od vodećih ganskih sveučilišta.
Prema popisu iz 2000. godine, Cape Coast je imao 82.291 stanovnika, čime je bio deveti grad u državi po brojnosti.

## Vanjske poveznice

### Ostali projekti
|  | Zajednički poslužitelj ima još gradiva o temi Cape Coast |